# قلعة النبعة
قلعة النبعة هي قلعة تاريخية تقع في بني مالك بمنطقة جازان جنوب المملكة العربية السعودية.

## الوصف
موقع قلعة النبعة عبارة عن مجموعة من القلاع بعضها يتألف من سبعة أدوار بالإضافة إلى طوابق تحت بواطن الأرض استخدمت بتخزين المواد الغذائية وتم تصميمها بطريقتين مختلفتين أحدهما مربع الشكل و الآخر اسطواني.